# بتر آپ (ترانه بیبی‌مانستر)
«بَتِر آپ» (انگلیسی: Batter Up) نخستین تک‌آهنگ گروه دخترانه کره جنوبی، بیبی‌مانستر است. این تک‌آهنگ در ۲۷ نوامبر ۲۰۲۳ توسط وای‌جی انترتینمنت منتشر شد.

## پیش‌زمینه و انتشار
در ۳۰ دسامبر ۲۰۲۲، وای‌جی انترتینمنت گروه دخترانه جدید خود را با انتشار یک تیزر پوستر معرفی کرد.
در سال ۲۰۲۳، هفت عضو گروه بیبی‌مانستر در ریلتی شوی آخرین ارزیابی حضور پیدا کردند، جاییکه اعلام شد در سپتامبر همان سال فعالیتش را آغاز خواهد کرد. در ۱۰ نوامبر، یکماه پس از زمان مورد انتظار آغاز فعالیت، وای‌جی انترتینمنت تأیید کرد که گروه در ۲۷ نوامبر فعالیتش را آغاز خواهد کرد. ده روز بعد، اعلام شد که تک‌آهنگ دیجیتال «بَتر آپ» نخستین انتشار گروه بیبی‌مانستر خواهد بود. در ۲۴ نوامبر، تیزر موزیک ویدئوی این ترانه منتشر شد.

## جدول‌ها
| جدول (۲۰۲۳)                       | بهترین جایگاه |
| --------------------------------- | ------------- |
| تک‌آهنگ‌های داغ نیوزیلند (آرام‌ان‌زی) | ۱۴            |

## تاریخچه انتشار
| منطقه | تاریخ          | فرمت                  | ناشر  |
| ----- | -------------- | --------------------- | ----- |
| مختلف | ۲۷ نوامبر ۲۰۲۳ | دانلود دیجیتال استریم | وای‌جی |